# Geuzentoren

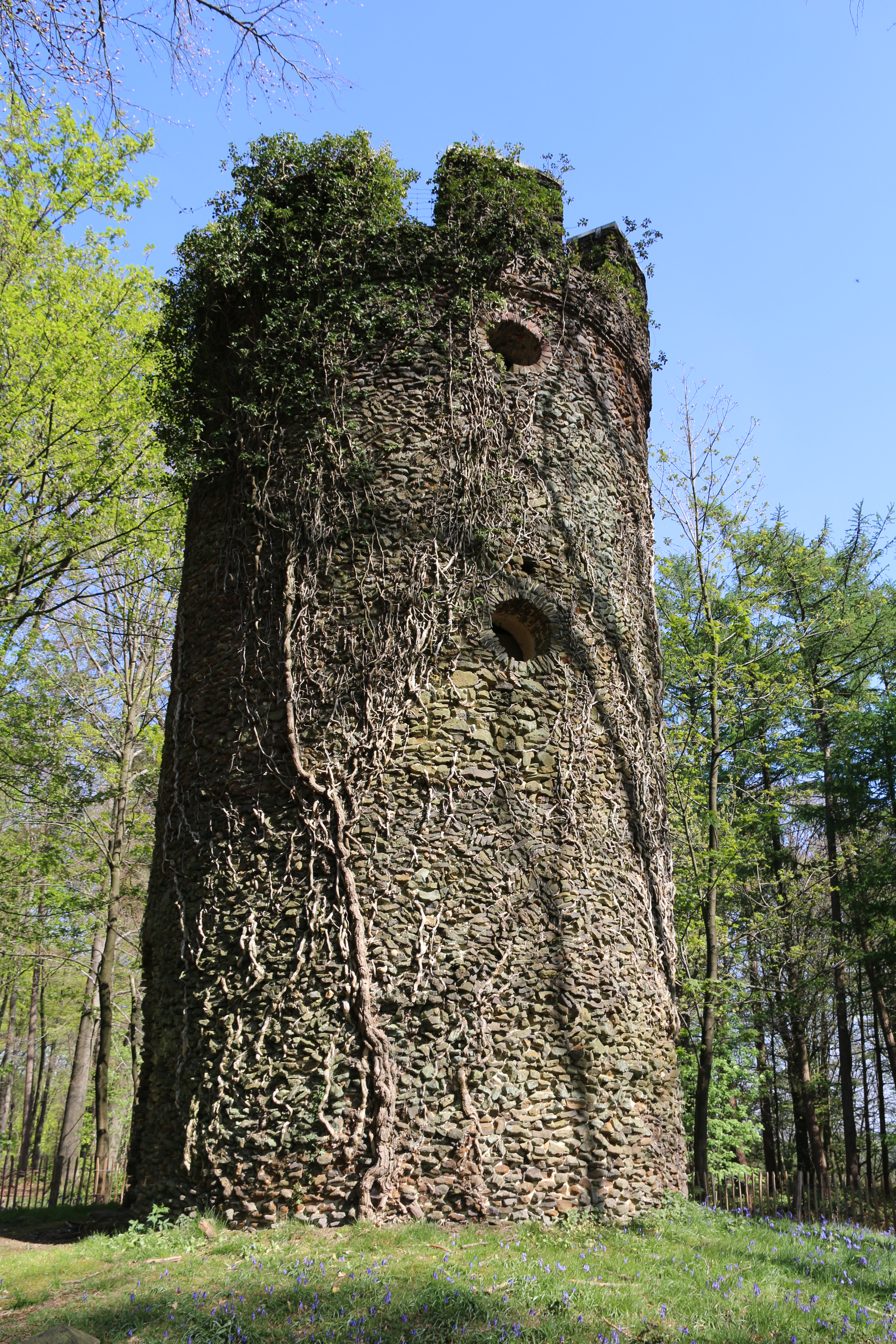
Geuzentoren

De Geuzentoren is een bouwsel op de top van de Muziekberg in het midden van het Muziekbos in de Oost-Vlaamse stad Ronse in België. M. Scribe zou de toren er in 1864 hebben gebouwd. Een echte reden hiervoor is niet gevonden, maar in de bouwperiode was de omgeving niet zo hoog begroeid. Men had toen vanaf de toren een weids uitzicht over de Vlaamse Ardennen.
De omgeving rond de toren bestond tot aan de Eerste Wereldoorlog vooral uit struikheide en grasland. Het Agentschap voor Natuur en Bos liet in het najaar van 2014 de bomen rondom de Geuzentoren rooien en daarna de grondlaag afschrapen. Dit in het kader van het historisch landschapsherstel op de top van de Muziekberg, waardoor de zeldzame fauna en flora terug vrij spel krijgen. Op deze manier zal de Geuzentoren ook opnieuw het oorspronkelijke zicht kunnen bieden, zoals in de bouwperiode, en beter zichtbaar zijn.

## Historische waarde
Aan deze toren hangt een belangrijk historisch verhaal vast: een paar jaar na de bouw van deze toren kwamen hier geregeld kunstenaars van de natuur genieten. Een reden hiervoor was onder andere de intellectueel en artistiek mecenas Cecilia Ameye van het Nitterveld (1879-1953).
Zo waren ook dichters Pol de Mont en Omer Wattez in de lente van 1888 de toren opgeklommen. De Mont riep toen naar Wattez: "Maar dit zijn hier de Vlaamse Ardennen!". Sindsdien luidt de benaming van deze streek nog steeds Vlaamse Ardennen. Het bouwsel is typisch voor de Romantiek, een kunstbeweging uit de negentiende eeuw die het mysterieuze in de natuur onderstreepte als reactie op het rationalisme van de achttiende eeuw.

## Het gebouw
De toren is opgetrokken uit ijzerzandsteen. Deze steensoort werd vroeger uit de vele zavelputten in de buurt bovengehaald. Bovenaan is de toren afgebakend met een gekanteelde ommuring. Binnenin is er een wenteltrap die over twee tussenverdiepen leidt tot de bovenste verdieping op het dak.
In september 2013 was de toren deel van het decor in de opnames van de BBC-serie The White Queen. Hij is te zien in de eerste aflevering, waar de decorbouwers twee aanhangsels aangebouwd hebben.
Wat verder van de toren ligt ook nog een oude Gallo-Romeinse grafheuvel (tumulus). De toren is lange tijd in privéhanden geweest tot in 2007 de Vlaamse overheid het stuk bos met deze bezienswaardigheden heeft kunnen opkopen. Na de aanschaf is er een wandelpad bijgekomen dat ook langs een oude bospoel leidt. De twee kijkgaten boven de voordeur geven licht aan de houten wenteltrap die tot het gekanteelde terras reikt. Lange tijd stond het bouwsel op instorten.

## Afbeeldingen

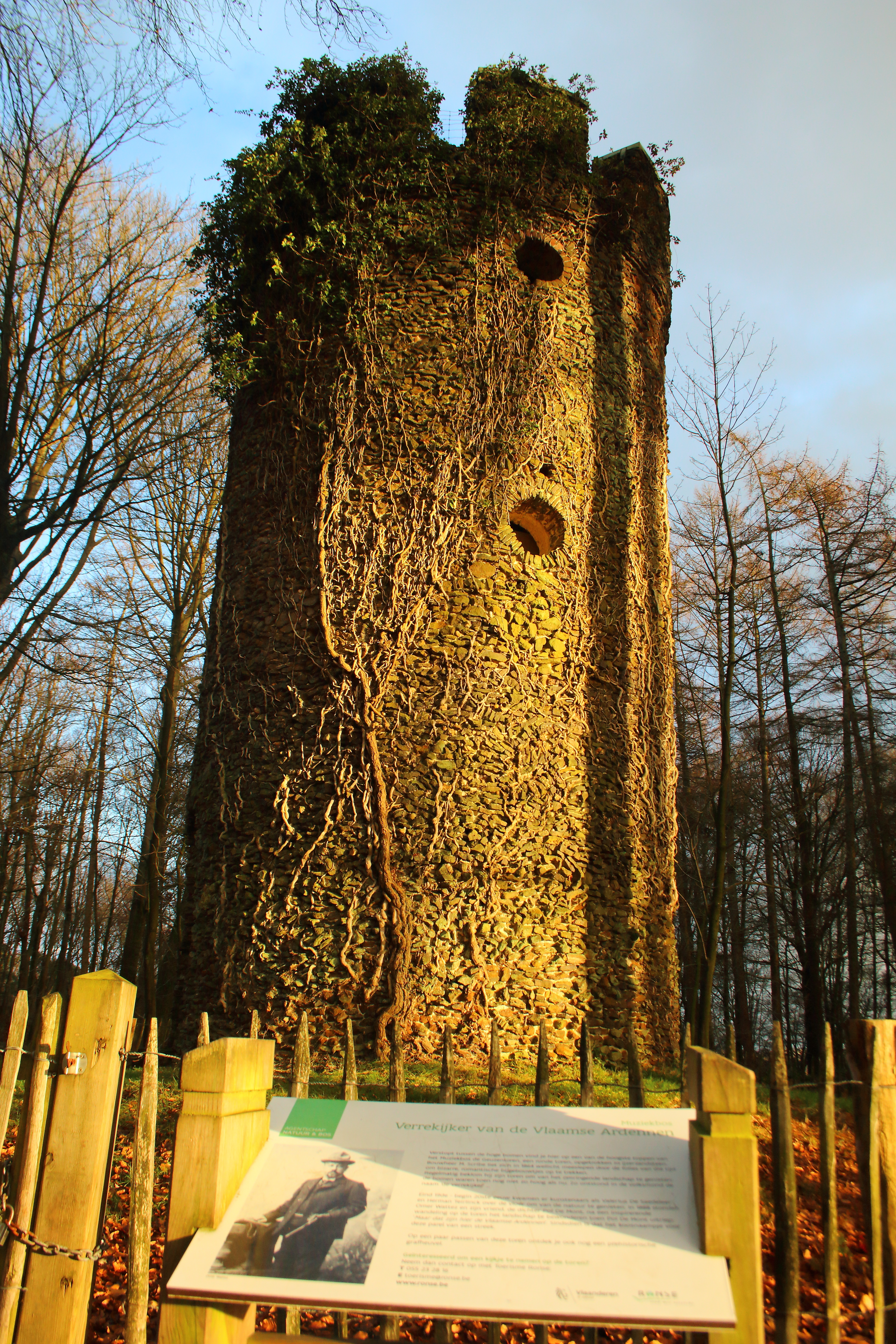
Infobord Omer Wattez
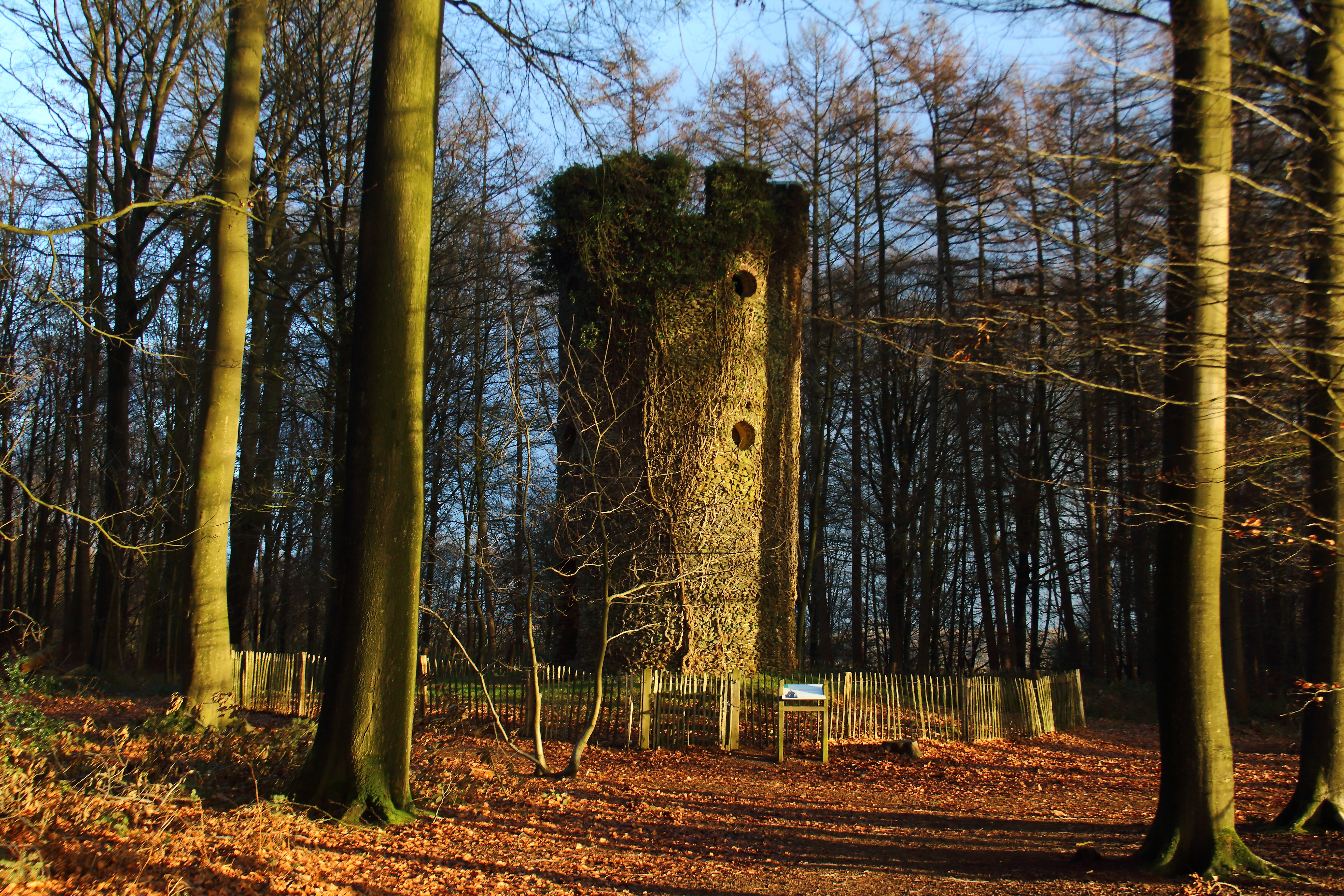
Geuzentoren
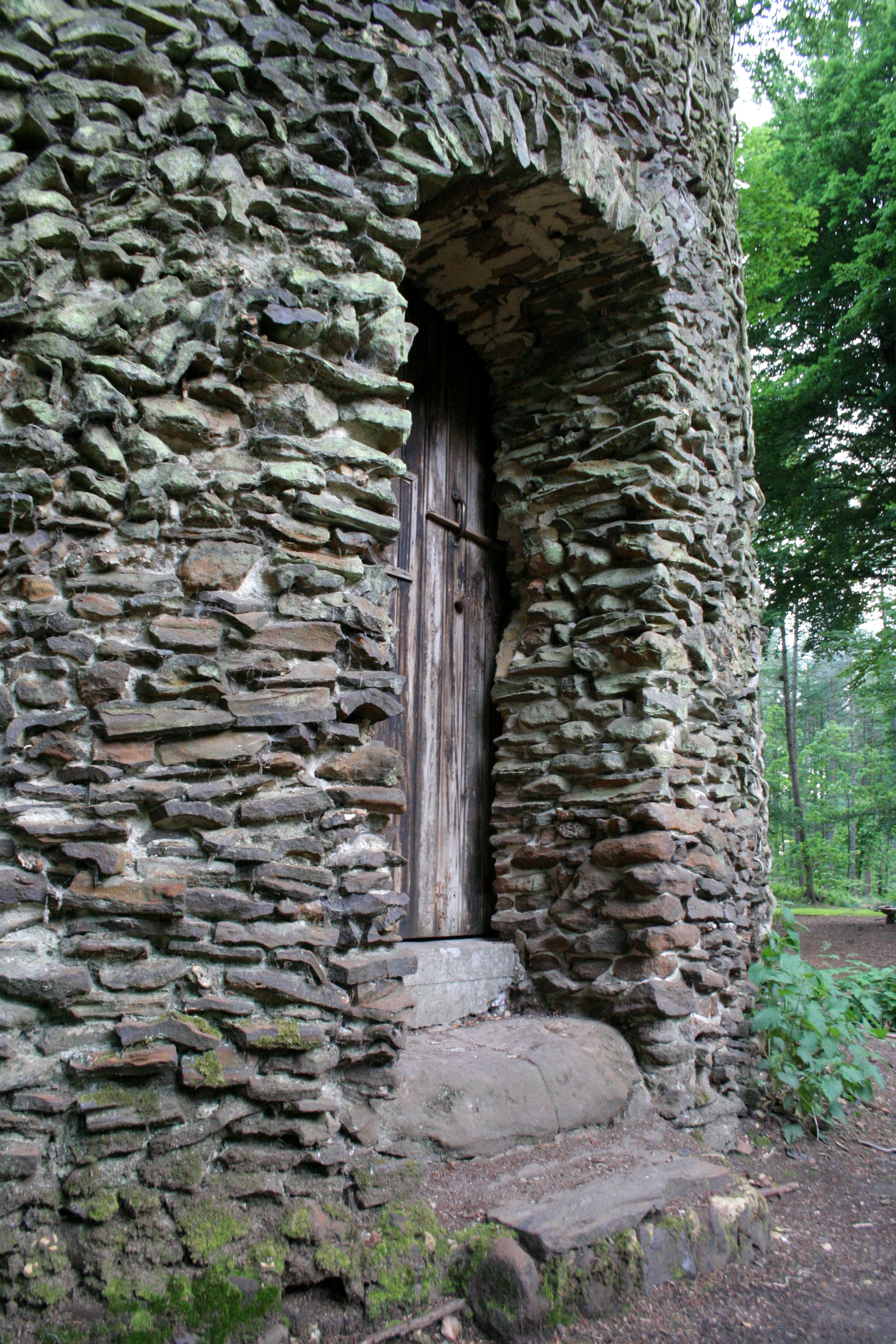
Ingang Geuzentoren
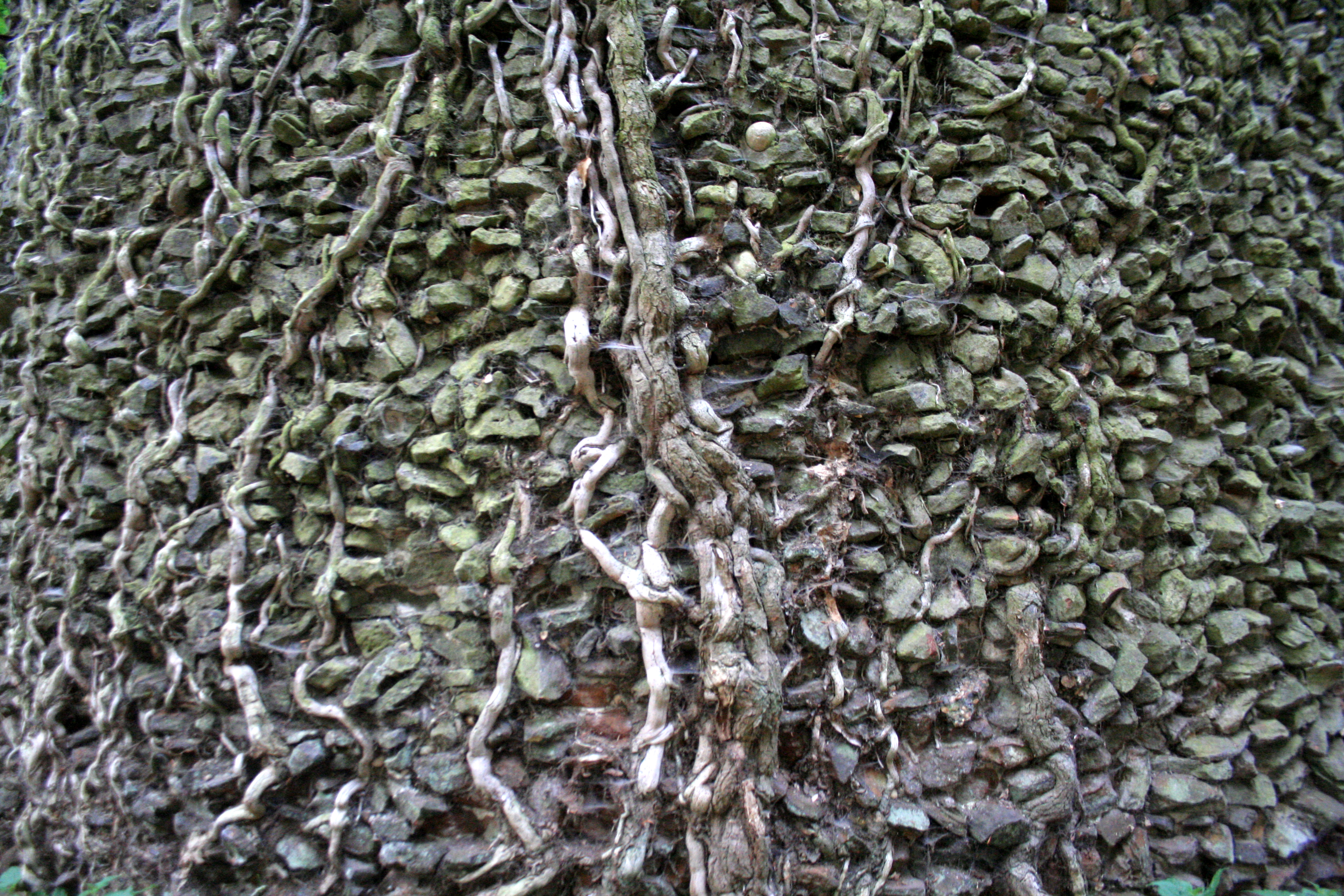
IJzerzandsteen
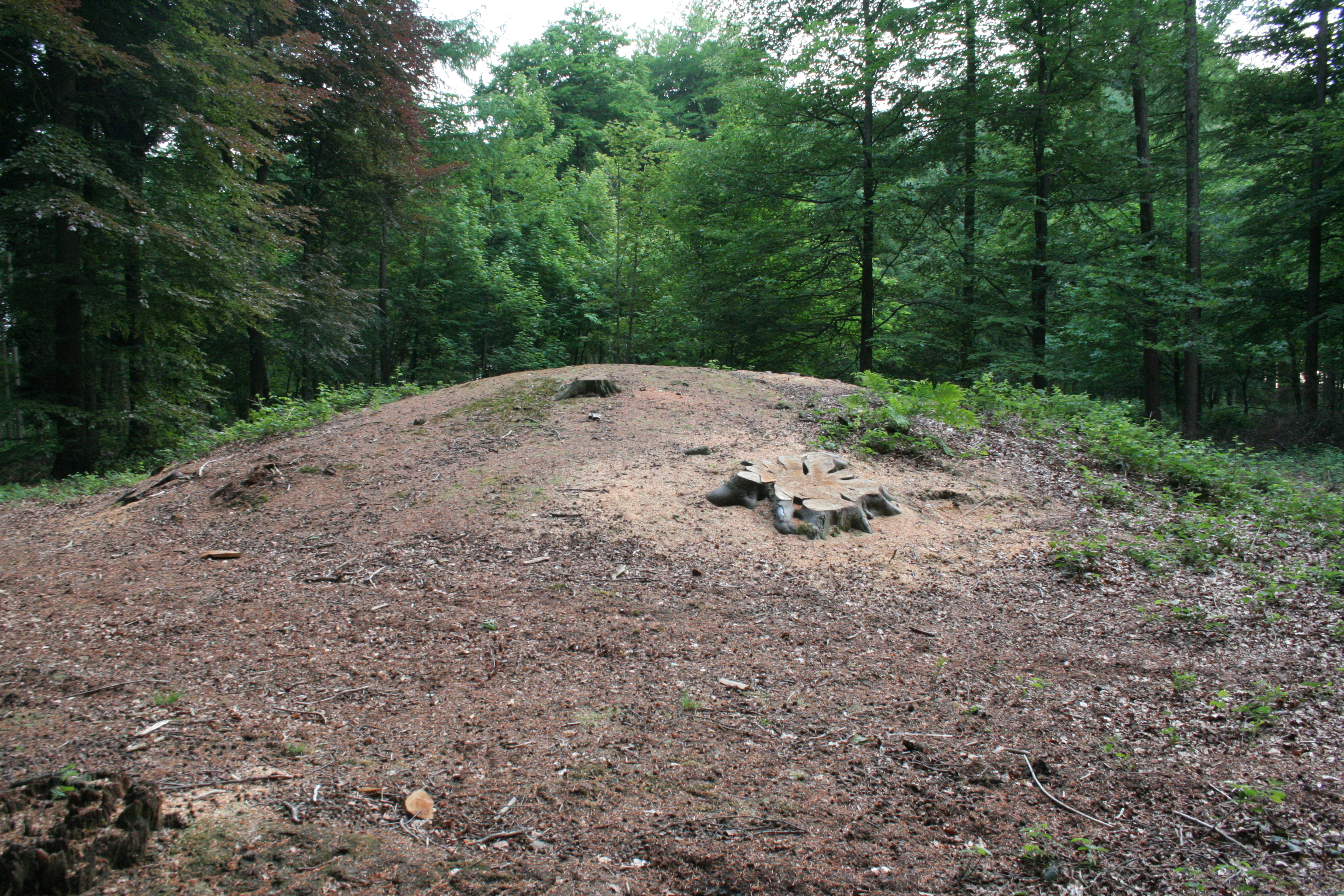
De nabijgelegen grafheuvel